# Bitwa o Arsal
Bitwa o Arsal – szturm ekstremistów sunnickich walczących na ziemiach Syrii i Iraku na libańskie miasto Arsal, przeprowadzony 2 sierpnia 2014. Czterodniowe walki zakończyły się odparciem ataku przez libańskie siły bezpieczeństwa.

## Geneza

### Tło
Arsal to miasto leżące 12 km od syryjskiej granicy, zamieszkiwane głównie przez sunnitów, wspierających rebelię przeciwko syryjskiemu rządowi. W czasie trwania walk w Górach Kalamun przybyło do niego wielu syryjskich uchodźców. Bliskość granicy z Syrią, pogrążonej w wojnie domowej, spowodowała, iż do libańskiego miasta od 2013 roku przenikały sunnickie bojówki walczące z syryjskim rządem. W listopadzie 2013 roku w pościgu za rebeliantami, syryjskie siły powietrzne dokonały bombardowań w pobliżu Arsalu.
Również w listopadzie 2013 roku syryjska armia rozpoczęła we współpracy z libańskim Hezbollahem ofensywę w górach Kalamun, której celem było wyparcie stamtąd sunnickich rebeliantów i przywrócenie kontroli nad szlakami do Libanu. Operacja toczyła się pomyślnie dla syryjskich sił zbrojnych, którzy w większości górskich terenów pokonali rebeliantów, którzy rozproszyli się także na libańskim terytorium. Z powodu silnego napływu syryjskich rebeliantów do Libanu, tamtejsze wojsko wysłało na granicę z Syrią komandosów, by zatrzymać proceder. Po przegrupowaniu ekstremiści w lipcu 2014 atakowali pogranicze libańsko-syryjskie, próbując rozszerzyć swoją strefę wpływów na Liban.

### Lipcowe potyczki pod Arsalem
17 lipca 2014 na obrzeżach libańskiego miasta Arsal i Al-Fakiha doszło do walki Hezbollahu z Dżabhat an-Nusra, w czasie której zginęło dwóch szyitów i kilkudziesięciu sunnitów. Hezbollah był wspierany przez syryjskie wojsko, które ostrzeliwało rakietami libańskie terytorium. Również Syryjskie Arabskie Siły Powietrzne bombardowały pozycje ekstremistów w Libanie. Hezbollah odciął też szlak, którym poruszali się sunniccy ekstremiści w strefie przygranicznej. Według niepotwierdzonych informacji w walkach miało zginąć ponad sto osób w tym rzecznik Brygad Abd Allaha Azzama.
25 lipca 2014 Syryjskie Arabskie Siły Powietrzne dokonały nalotu na pozycje rebeliantów pod Arsalem. Zginęło wówczas 20 partyzantów. Dwa dni później szyicka bojówka udaremniła zajęcie przez ekstremistów sunnickich strategicznego wzgórza między Arsalem i syryjską Filtą. Pod koniec lipca 2014 Hezbollah zajął wzgórza, gdzie mieściły się kryjówki rebeliantów w pobliżu szyickich wiosek na terenie Libanu.

## Szturm na miasto
2 sierpnia 2014 roku, po zatrzymaniu dowódcy syryjskiego ugrupowania sunnickiego Dżabhat an-Nusra przez libańskie siły bezpieczeństwa, syryjscy ekstremiści oraz wspierający ich bojowicy Państwa Islamskiego (IS), dążący do rozszerzenia kalifatu na Liban, otoczyli punkt kontrolny libańskiej armii, co umożliwiło szturm na komendę policji w Arsal. Rebelianci przystąpili wtedy do przejmowania kontroli nad miastem. Ze zdobytego posterunku do niewoli zostało wziętych 16 policjantów i podobnie dwóch żołnierzy, którzy zostali uwolnieni przez armię jeszcze tego samego dnia.
Walki były kontynuowane następnego dnia, kiedy to śmierć poniosło 30 bojowników, 10 żołnierzy oraz dwóch cywili. 25 żołnierzy zostało rannych, a 13 zostało pojmanych. Dwóch spośród zaginionych żołnierzy zostało odbitych tego samego dnia.
4 sierpnia 2014 roku liczba zabitych wzrosła do 17 żołnierzy, 50 cywilów i 50 bojowników. 86 żołnierzy, 135 cywilów i 15 bojowników zostało rannych, a liczba zaginionych wyniosła do 22. Dwóch spośród zabitych cywilów było dziećmi syryjskich uchodźców. Wojsko posuwało się naprzód i odbiło budynek instytutu technicznego, który dzień wcześniej został zajęty przez bojowników. Armia zajęła także wzgórze Ras as-Sirdż.
5 sierpnia 2014 roku wojsko próbowało zająć dwa budynki rządowe. W czasie walki trzech żołnierzy oraz tyle samo policjantów zostało uwolnionych przez islamistów. Podczas walk tego dnia dowódca IS na terenie miasta Arsal został zabity, gdy siły Dżabhat an-Nusra wycofywały się z miasta. Ponadto wieczorem rozpoczęło się 24-godzinne zawieszenie broni, wynegocjowane przez Komitet Uczonych Muzułmanów. 6 sierpnia 2014 roku trzech kolejnych żołnierzy zostało uwolnionych, choć 10 żołnierzy i 17 policjantów nadal pozostawało jeńcami.
7 sierpnia 2014 roku także ekstremiści Państwa Islamskiego wycofali się z miasta. Rozejm został przedłużony, a rebelianci wycofali się na granicę z Syrią. Ich schrony były w późniejszym czasie bombardowane przez Syryjskie Arabskie Siły Powietrzne, przez co dziesiątki bojowników zostało rannych. Dwa dni później libańska armia wkroczyła do miasta Arsal i przywracała kontrolę nad punktami zajętymi wcześniej przez rebeliantów. W międzyczasie zmarł kolejny żołnierz z powodu doznanych obrażeń. 12 sierpnia 2014 roku zmarł kolejny ciężko ranny wojskowy. Spowodowało to wzrost liczby zabitych do 19. Potwierdzono również śmierć 60 bojowników, podobnie jak i 42 cywilów. 400 cywilów zostało rannych.
W trakcie bitwy o Arsal Arabia Saudyjska wysłała 1 miliard dolarów pomocy dla armii libańskiej, zmagającej się z dzihadystami.

## Kryzys zakładników
W toku walk, ekstremiści porwali 30 libańskich żołnierzy i policjantów. Dżabhat an-Nursa uwolnił siedmiu porwanych, z kolei po tym jak libański rząd odrzucił ewentualność negocjacji z terrorystami, 28 sierpnia 2014 Państwo Islamskie ścięło szeregowego Ali Sajjida. Zdjęcia z egzekucji opublikowane na Twitterze, wzbudziły szok w libańskim społeczeństwie, które domagało się pomszczenia śmierć żołnierza. W kraju rozpoczęto masowo palić flagi IS. 6 września 2014, ukazały się zdjęcia z egzekucji kolejnego żołnierza, Abbasa Midlija. Wojskowy został ścięty po tym, jak złapano go po nieudanej ucieczce. 20 września 2014 Dżabhat an-Nusra rozstrzelało Muhammada Hammiha.